# تايبيه
تايبيه، والمعروفة رسميا باسم مدينة تايبيه، هي عاصمة جمهورية الصين (المعروفة باسم تايوان) وهي بلدية خاصة ومقر الحكومة المركزية. تقع تايبيه في الطرف الشمالي للدولة، وتمثل جيبا جغرافيا داخل بلدية مدينة تايبيه الجديدة. تبعد تايبيه حوالي 25 كم (16 ميل) إلى الجنوب الغربي من مدينة كي لنغ الساحلية الشمالية. ويقع معظم المدينة على حوض تايبيه، وهو قاع بحيرة قديمة يحدها واديان ضيّقان نسبيا لنهري كيلونغ وشيندان، حيث يلتقيان ليشكّلا نهر تامسوي على طول الحدود الغربية للمدينة. أصبحت تايبيه عاصمة جمهورية الصين منذ عام 1949 بعد أن هُزم الوطنيون أمام الشيوعيين في الحرب الأهلية الصينية وفقدوا البر الرئيسي.
يقدّر عدد سكان المدينة بنحو 2,693,672 حسب تعداد عام 2009، وتشكل الجزء الأساسي من منطقة تايبيه-كيلونغ العمرانية التي تضم مدنا قريبة مثل نيو تايبيه وكيلونغ ويبلغ عدد سكانها 6,900,273 نسمة، وترتيبها الأربعين بين أكثر المناطق الحضرية المأهولة بالسكان في العالم. اسم «تايبيه» قد يشير إلى المنطقة العمرانية بأكملها أو المدينة بحد ذاتها.
تايبيه هي المركز السياسي والاقتصادي والتعليمي والثقافي لتايوان، إحدى أهم المراكز الرئيسية في العالم الناطق بالصينية. تعدّ تايبيه مدينة عالمية، هي جزء من منطقة رئيسية للصناعات التكنولوجية. وتربطها السكك الحديدية والقطارات عالية السرعة والطرق السريعة والمطارات وخطوط الحافلات بجميع أنحاء الجزيرة. ويخدم المدينة مطارن هما تايبيه سونغشان ومطار تايوان تاويوان. تايبيه هي موطن العديد من المعالم المعمارية والثقافية الشهيرة على مستوى العالم والتي تشمل تايبيه 101، قاعة تشيانغ كاي شيك التذكارية، معبد دالونغدونغ باوان، شينج تيان كونغ، معبد مانجيا لونغشان، متحف القصر الوطني، مبنى المكتب الرئاسي، مبنى الضيافة في تايبيه، حي شيمنديغ، والعديد من الأسواق الليلية المنتشرة في المدينة. وتشمل معالمها الطبيعية ماوكونغ، يانغ مينغ شان، والينابيع الساخنة المعروفة للسياح من أنحاء العالم.
وبوصفها العاصمة، فإن اسم «تايبيه» قد يستخدم أحيانا كاسم لتايوان. وبسبب الجدل الدائر حول الوضع السياسي في تايوان، فقد يستخدم اسم تايبيه الصينية بشكل رسمي عندما يشارك ممثلون حكوميون من تايوان أو منتخبات تايوان الوطنية في بعض المنظمات الدولية أو الأحداث الرياضية الدولية (والتي قد يتطلب بعضها عضوية في الأمم المتحدة) لتجنب الجدل السياسي الذي قد ينجم من استخدام أسماء أخرى.

## المناخ
يظهر الجدول التالي التغييرات المناخية على مدار السنة لتايبيه:
| البيانات المناخية لـتايبيه        | البيانات المناخية لـتايبيه | البيانات المناخية لـتايبيه | البيانات المناخية لـتايبيه | البيانات المناخية لـتايبيه | البيانات المناخية لـتايبيه | البيانات المناخية لـتايبيه | البيانات المناخية لـتايبيه | البيانات المناخية لـتايبيه | البيانات المناخية لـتايبيه | البيانات المناخية لـتايبيه | البيانات المناخية لـتايبيه | البيانات المناخية لـتايبيه | البيانات المناخية لـتايبيه |
| الشهر                             | يناير                      | فبراير                     | مارس                       | أبريل                      | مايو                       | يونيو                      | يوليو                      | أغسطس                      | سبتمبر                     | أكتوبر                     | نوفمبر                     | ديسمبر                     | المعدل السنوي              |
| --------------------------------- | -------------------------- | -------------------------- | -------------------------- | -------------------------- | -------------------------- | -------------------------- | -------------------------- | -------------------------- | -------------------------- | -------------------------- | -------------------------- | -------------------------- | -------------------------- |
| الدرجة القصوى °م (°ف)             | 33.8 (92.8)                | 31.8 (89.2)                | 35.0 (95.0)                | 36.2 (97.2)                | 38.2 (100.8)               | 38.7 (101.7)               | 38.6 (101.5)               | 39.3 (102.7)               | 38.6 (101.5)               | 36.8 (98.2)                | 34.3 (93.7)                | 31.5 (88.7)                | 39.3 (102.7)               |
| متوسط درجة الحرارة الكبرى °م (°ف) | 19.1 (66.4)                | 19.6 (67.3)                | 22.1 (71.8)                | 25.7 (78.3)                | 29.2 (84.6)                | 32.0 (89.6)                | 34.3 (93.7)                | 33.8 (92.8)                | 31.1 (88.0)                | 27.5 (81.5)                | 24.2 (75.6)                | 20.7 (69.3)                | 26.6 (79.9)                |
| المتوسط اليومي °م (°ف)            | 16.1 (61.0)                | 16.5 (61.7)                | 18.5 (65.3)                | 21.9 (71.4)                | 25.2 (77.4)                | 27.7 (81.9)                | 29.6 (85.3)                | 29.2 (84.6)                | 27.4 (81.3)                | 24.5 (76.1)                | 21.5 (70.7)                | 17.9 (64.2)                | 23.0 (73.4)                |
| متوسط درجة الحرارة الصغرى °م (°ف) | 13.9 (57.0)                | 14.2 (57.6)                | 15.8 (60.4)                | 19.0 (66.2)                | 22.3 (72.1)                | 24.6 (76.3)                | 26.3 (79.3)                | 26.1 (79.0)                | 24.8 (76.6)                | 22.3 (72.1)                | 19.3 (66.7)                | 15.6 (60.1)                | 20.4 (68.7)                |
| أدنى درجة حرارة °م (°ف)           | −0.1 (31.8)                | −0.2 (31.6)                | 1.4 (34.5)                 | 4.7 (40.5)                 | 10.0 (50.0)                | 15.6 (60.1)                | 19.5 (67.1)                | 18.9 (66.0)                | 13.5 (56.3)                | 10.2 (50.4)                | 1.1 (34.0)                 | 1.8 (35.2)                 | −0.2 (31.6)                |
| معدل هطول الأمطار مم (إنش)        | 83.2 (3.28)                | 170.3 (6.70)               | 180.4 (7.10)               | 177.8 (7.00)               | 234.5 (9.23)               | 325.9 (12.83)              | 245.1 (9.65)               | 322.1 (12.68)              | 360.5 (14.19)              | 148.9 (5.86)               | 83.1 (3.27)                | 73.3 (2.89)                | 2٬405٫1 (94.68)            |
| متوسط الأيام الممطرة (≥ 0.1 mm)   | 14.1                       | 14.6                       | 15.5                       | 14.9                       | 14.8                       | 15.5                       | 12.3                       | 14.0                       | 13.8                       | 11.9                       | 12.4                       | 11.7                       | 165.5                      |
| متوسط الرطوبة النسبية (%)         | 78.5                       | 80.6                       | 79.5                       | 77.8                       | 76.6                       | 77.3                       | 73.0                       | 74.1                       | 75.8                       | 75.3                       | 75.4                       | 75.4                       | 76.6                       |
| ساعات سطوع الشمس الشهرية          | 80.6                       | 71.3                       | 89.6                       | 92.6                       | 113.7                      | 121.7                      | 179.0                      | 188.9                      | 153.7                      | 124.0                      | 99.4                       | 90.7                       | 1٬405٫2                    |
| المصدر: Central Weather Bureau    |                            |                            |                            |                            |                            |                            |                            |                            |                            |                            |                            |                            |                            |

## توأمة
لتايبيه اتفاقيات توأمة مع كل من:
- سانتو دومينغو (1970 -)
- مدينة هو تشي منه (1968 -)
- داكار (1997 -)
- لوس أنجلوس (1979 -)
- بريتوريا (1983 -)
- مبابان (1997 -)
- أولان باتور (1997 -)
- فرساي (1986 -)
- غواتيمالا (1998 -)
- لومي (1966 -)
- غوام (1973 -)
- ريغا (2001 -)
- أسونسيون (1987 -)
- كاستريس

## أعلام
- تاكيشي كانشيرو
- تشيانغ تشينغ كو
- شيانج كاي شيك
- روبي لين
- هو شيه
- إيلين تشاو
- جيري يانغ
- لي تنغ هوي
- سوبهاش شاندرا بوز